# الحسين صالح
الحسين صالح (مواليد 25 يونيو 1991، لاعب كرة قدم إماراتي يجيد اللعب في الجناح الأيسر وظهير أيسر.

## مسيرة اللاعب
مثل نادي رأس الخيمة في الفئات السنية و انتقل إلى نادي الإمارات عام 2011 و أعاره الإمارات إلى نادي النصر في عام 2014 و وقع مع نادي النصر في عام 2018 و أعير إلى نادي الوحدة في عام 2019 و أعير إلى نادي حتا في عام 2020 .

## الحياة الشخصية
الحسين هو توأم اللاعب الحسن صالح.

## روابط خارجية
- الحسين صالح على موقع قاعدة بيانات كرة القدم.إي يو (الإنجليزية)
- الحسين صالح على موقع Soccerway.com (الإنجليزية)
- الحسين صالح على موقع كووورة